# Мезен
Мезен (на руски: Мезень) е град в Русия, административен център на Мезенски район, Архангелска област. Населението на града към 1 януари 2018 година е 3267 души.